# Іскра (Пловдивська область)
Іскра́ (болг. Искра) — село в Пловдивській області Болгарії. Входить до складу общини Пирвомай.

## Населення
За даними перепису населення 2011 року у селі проживали 1438 осіб.
Національний склад населення села:
| Національність   | Кількість осіб | Відсоток |
| ---------------- | -------------- | -------- |
| болгари          | 1178           | 82,7%    |
| турки            | 229            | 16,1%    |
| цигани           | 9              | 0,6%     |
| інша             | 6              | 0,4%     |
| не визначились   | 3              | 0,2%     |
| Всього відповіли | 1425           |          |

Розподіл населення за віком у 2011 році:
Динаміка населення: